# 盛虹控股集團
盛虹控股集團有限公司，簡稱盛虹控股集團、盛虹控股和盛虹集團（英語：Shenghong Holding Group Co., Ltd.），在1992年，由董事長及總經理繆漢根，於蘇州市盛澤鎮設立前身「江苏吴江盛泽镇盛虹砂洗厂」，現時業務在中國內地和全球主要經營生產、研發和銷售石化、纺织、能源。

## 历史[3][4]
1992年，繆漢根接手前身「盛虹砂洗廠」。 
1994年，盛虹砂洗廠收購「原星印染」和「永和印染廠」。  
1997年，收購「原坛丘印染厂」，改名「印染三分厂」。 
1998年，收購东方丝绸印染集团公司和东方集团，改為四分厂、五分厂、六分厂，把闲置的房产改为酒店。 
2001年，收購「鲈乡山庄」。
2002年，收購「嘉兴天伦纳米染整有限公司」。 
2008年，收購「嘉兴新天地印染有限公司」、「吴江平望漂染厂有限公司」、「飞翔印花厂」。
2010年，盛虹控股集團旗下「徐圩新区石化产业园」位於连云港市徐圩新区（填海區）展開工程。
2017年，盛虹控股集團旗下「徐圩新区石化产业园」位於连云港市徐圩新区（填海區）正式投產。
2017年，盛虹控股集團有限公司旗下江苏国望高科纤维有限公司，以發行2,810,816,777股，發行定價為4.53元人民幣，涉資金額為127.33億元人民幣，注入前身為「江苏吴江中国东方丝绸市场股份有限公司」。
2018年，更名為「江苏东方盛虹股份有限公司」。
2019年，盛虹集團旗下「江苏斯尔邦石化有限公司」，擬以110億元人民幣注入丹化科技，但是在2020年9月21日黃昏，遭受丹化科技7名董事會成員反對下，而被迫擱置。  
2021年4月，东方盛虹計劃併購盛虹控股集團有限公司旗下「江苏斯尔邦石化有限公司」。  
2021年7月，东方盛虹拟通过发行股份及支付现金方式，落實以143.6億元人民幣，收購「江苏斯尔邦石化有限公司」。
2021年8月2日，盛虹控股集團被美國財富雜誌全球500強，排名為311位，較去年上升144位，以384.40億美元營業額，利潤為5.198億美元，資產為176.386億美元，總合計股東權益為33.973億美元，股東權益收益率為15.3%，淨資產收益率為2.9%，營業額收益率為1.4%。